# Varaždins stadshus
Varaždins stadshus (kroatiska: Varaždinska gradska vijećnica), lokalt kallat Stadshuset (Gradska vijećnica), är ett stadshus i Varaždin i Kroatien. Det ligger vid Kung Tomislavs torg i centrala Varaždin och hyser stadsadministrationen. Stadshuset är ett av de äldsta i Europa och bredvid Varaždinborgen en av stadens mest igenkännliga byggnader och tillika en av dess symboler och sevärdheter. Det uppfördes på 1500-talet, troligtvis som en till- och ombyggnad av en tidigare byggnad i romansk stil. Dess nuvarande utseende i nyklassicistisk stil härrör från 1793.

## Historik
1523 donerade greven och Varaždinborgens dåvarande ägare Juraj Brandenburg byggnaden till staden. Den kom då att tjäna som säte för den "fria och kungliga staden" Varaždins administration, dess magistrat och stadsdomare (föregångaren till ämbetet borgmästare).   
I den förödande branden den 25 april 1776 skadades byggnaden svårt. Restaureringsarbetena 1793 leddes av Johann Michael Taxner. Fasaden och tornet från 1791 i nyklassicistisk stil är ett verk av Franciscus Lossert.